# ناگاتا مارو
ناگاتا مارو (به انگلیسی: Nagata Maru) یک کشتی بود. این کشتی در سال ۱۹۳۷ ساخته شد.